# Martin Gross (Schriftsteller)

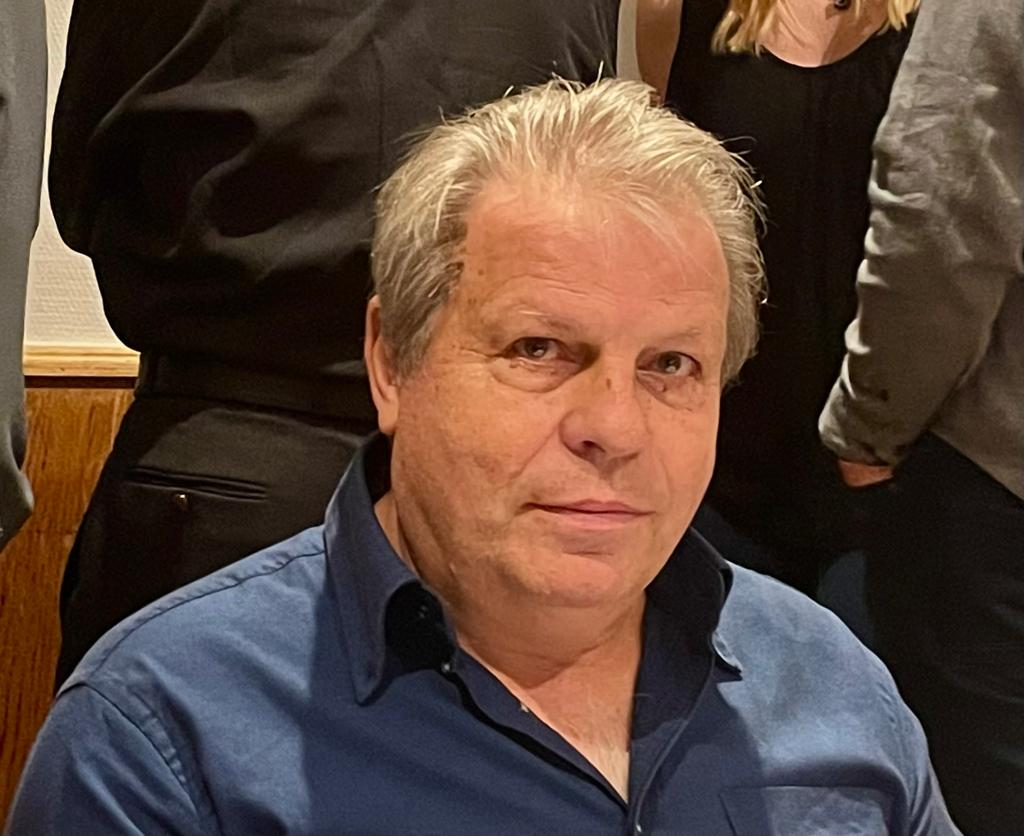
Martin Gross (2022)

Martin Gross (eigentlich Hans-Martin Groß; * 1952 in Zavelstein im Landkreis Calw) ist ein deutscher Schriftsteller.

## Leben und Werk
Martin Gross wurde 1952 in Zavelstein, Landkreis Calw, geboren und verbrachte Kindheit und Jugend in Böblingen. Noch als Schüler zog er 1970 nach Berlin, wo er sein Abitur ablegte, Germanistik und Politologie studierte und anschließend als Lehrbeauftragter der Germanistik an der Freien Universität Berlin arbeitete. Seit Anfang der 1980er Jahre veröffentlichte er feuilletonistische und literarischer Texte in Zitty, TAZ, Ästhetik & Kommunikation (Nr. 57/58), Litfass (Nr. 59) und Freibeuter (Nr. 64). 1990 erschien bei Rowohlt sein Romandebüt „Ferne Nähe“.
Angeregt durch einen Reportageauftrag für Lettre International (Nr. 8), verbrachte er 1990 wiederholt längere Zeit in Dresden, um das Wendejahr zu beobachten und in Reportagen festzuhalten (u. a. für die Dresdner Zeitung Die Union). Eine Zusammenfassung seiner Eindrücke in „Das Letzte Jahr“ fand aber nur wenig Beachtung. Mit der Geburt eines Sohnes begann für Martin Gross 1992 eine Familienphase und damit auch der Rückzug aus literarischen Arbeiten. Er war seit 1988 mit der Literaturwissenschaftlerin Christine Garbe verheiratet, die Familie ließ sich 1996 in Lüneburg nieder, wo Christine Garbe eine Professur antrat.
Zunächst im Auftrag der Universität Lüneburg, später der Universitäten Hannover und Köln, begann Martin Gross 1998, Kooperationsmöglichkeiten mit russischen Universitäten zu sondieren und zu realisieren. Ab 2001 war er als Projektmanager für Projekte verantwortlich, die zur Schaffung eines einheitlichen europäischen Hochschulraumes beitragen sollten.
Bei Recherchen für den Dokumentarband „Das Jahr 1990 freilegen“ stieß der Verleger Jan Wenzel 2019 auf „Das Letzte Jahr“, konnte Martin Gross zunächst aber nicht ausfindig machen. 2020 folgte eine Neuausgabe von „Das Letzte Jahr“ bei Spector, die mit 30-jährigem Abstand nun doch einige Beachtung fand, unter anderem im Deutschlandfunk, in der Frankfurter Allgemeinen Zeitung und in der Süddeutschen Zeitung.
Für Martin Gross begann damit wieder eine Phase literarischen Schreibens. Seine eher ernüchternden Projekterfahrungen über eine Annäherung von Europäischer Union und Russland resümierte er in seinen Romanen „Ein Winter in Jakuschevsk“ und „Nadjas Geschichte“.
Seit 2010 geschieden, lebt er heute in Bienenbüttel bei Uelzen.

## Werke
- Ferne Nähe. Roman.  Rowohlt, Reinbek b. Hamburg, 1990.
- Das letzte Jahr. Aufzeichnungen aus einem ungültigen Land. Basisdruck-Verlag, 1992; Neuauflage Spector-Verlag, Leipzig 2020.
- Ein Winter in Jakuschevsk. Roman. Sol et Chant Verlag, Letschin 2022. ISBN 978-3-949333-11-8.
- Nadjas Geschichte. Roman. Sol et Chant Verlag, Letschin 2023, ISBN 978-3-949333-13-2.
- Die Reformfähigkeit Russlands überschätzt; Essay in: Deutsche Universitätszeitung 02/2024.
- What Went Wrong Between East and West? An Assessment Using the Example of European Russian Science Projects; Essay in Erich Kasten, Igor Krupnik, Gail Fondahl (eds.) A Fractured North – Journeys on Hold;  Fürstenberg/Havel, 2024, ISBN 978-3-942883-42-9.[11]